# Wolfgang Iser
Wolfgang Iser (Marienberg (Erzgebirge), 22 juli 1926 - Konstanz, 24 januari 2007) was een Duitse anglist en literatuurwetenschapper.
Hij werd opgeleid aan de universiteiten van Leipzig en Tübingen in de filosofie, de germanistiek en de anglistiek. In laatstgenoemd vakgebied promoveerde hij aan de universiteit van Heidelberg op een proefschrift over het wereldbeeld van de Engelse schrijver Henry Fielding. In Heidelberg begon hij zijn academische loopbaan die hem in 1952 naar de universiteit van Glasgow voerde, waar hij zich verdiepte in de hedendaagse filosofie en literatuur. Hierdoor werd zijn belangstelling voor interculturele uitwisseling verdiept. Van 1966 tot 1991 was hij verbonden aan de universiteit van Konstanz. Ook heeft hij op diverse andere plaatsen in de wereld colleges gegeven.
Iser geldt samen met Hans Robert Jauss als de vertegenwoordiger van een literatuurtheorie die in de jaren zeventig aan de universiteit van Konstanz werd uitgedacht, daar verder werd ontwikkeld (de Konstanzer School) en die in het Duits bekendstaat als Rezeptionsästhetik; een verwant begrip in het Engels is reader-response criticism. Laatstgenoemde term wordt eveneens in het Nederlands veel gebezigd.
Deze theorie komt erop neer dat er wordt ontkend dat er in een literair werk een vastgelegde, vastliggende waarheid of zin te vinden is. Het gaat daarom volgens Iser en de zijnen niet om het achterhalen van een mogelijke zin, maar de plaats en de wijze waarop die ontstaat. In de wederkerigheid tussen tekst en lezer ontstaat een zogenoemde 'esthetische ervaring', wordt er zin aan de tekst gegeven. 
Bovenstaande heeft hij in 1970 kort uiteengezet in "Die Appellstruktur der Texte", in 1972 gevolgd door "Der Implizite Leser" waarin hij diverse voorbeelden gaf en in 1976 door "Der Akt des Lesens" waarin hij zijn theorie verder uiteenzette.
Iser overleed op 80-jarige leeftijd.

## Werken
- Die Weltanschauung Henry Fieldings (1952)
- Walter Pater. Die Autonomie des Ästhetischen (1960)
- Die Appellstruktur der Texte (1970)
- Der implizite Leser. Kommunikationsformen des Romans von Bunyan bis Beckett (1972)
- Der Akt des Lesens. Theorie ästhetischer Wirkung (1976)
- Laurence Sternes "Tristram Shandy". Inszenierte Subjektivität (1987)
- Shakespeares Historien. Genesis und Geltung (1988)
- Prospecting: From Reader Response to Literary Anthropology (1989)
- Das Fiktive und das Imaginäre. Perspektiven literarischer Anthropologie (1991)
- The Range of Interpretation (2000)